# Forum (métro de Copenhague)
Pour les articles homonymes, voir Forum.
Forum est une station de correspondance du métro de Copenhague. Elle dessert les deux lignes métropolitaines de Copenhague. 
La station dessert la commune de Frederiksberg.

## Situation ferroviaire
Forum est une station située à la fois sur la ligne M1 et sur la ligne M2. À partir de la station Christianshavn, les rames de métro, des deux lignes du métropolitain, partagent les mêmes voies en direction du terminus Vanløse. Dans l'autre sens, les deux lignes de métro se séparent, la ligne une se dirigeant vers le terminus Vestamager et la ligne deux vers le terminus Lufthavnen qui dessert l'aéroport de Copenhague.

## À proximité
- Forum : salle d'expositions et de concerts
- Søerne : lacs de Copenhague